# Santa Fe Opera

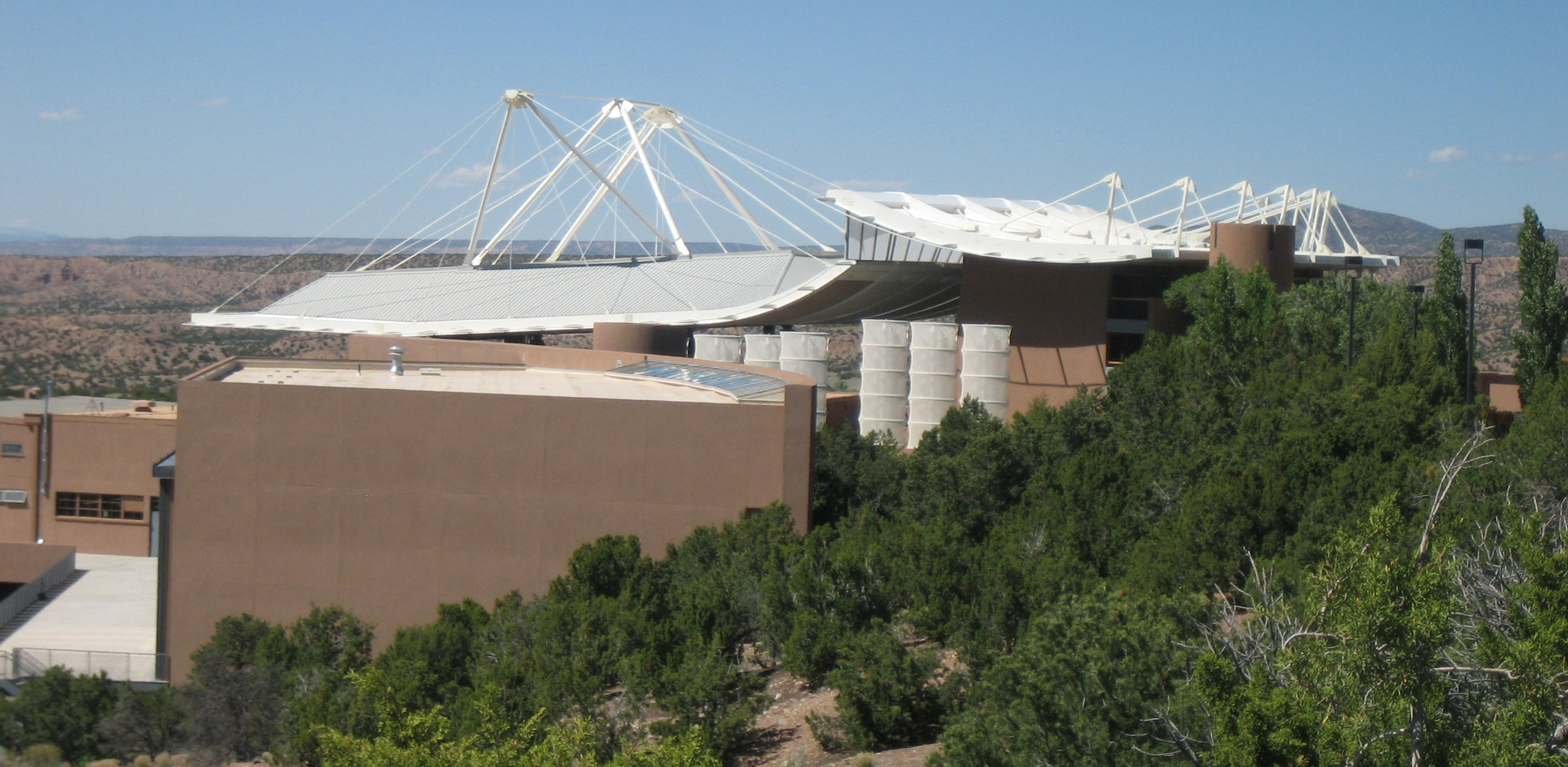
Das Opernhaus Santa Fe

Die Santa Fe Opera (SFO) ist ein US-amerikanisches Opern-Unternehmen, dessen Opernhaus sich 11 km nördlich von Santa Fe im Staat New Mexico befindet und im Sommer bespielt wird.

## Geschichte
Der Dirigent John Crosby aus Bronxville/New York gründete die SFO im Jahr 1956 ursprünglich als Opera Association of New Mexico. Sein Ziel war es, amerikanischen Sängern die Möglichkeit zu geben, neue Rollen einzustudieren und dabei genug Zeit für die Einstudierung und die Proben zur Verfügung zu stellen. Crosby begann mit einer Truppe von 65 Solisten, die erste Saison der Institution eröffnete am 3. Juli 1957 mit Puccinis Madama Butterfly. 1984/85 benannte sich die Opera Association of New Mexico um in Santa Fe Opera. Crosby blieb als Generaldirektor bis zum Jahr 2000 und erreichte damit die längste Direktionszeit in der Operngeschichte der USA.
Seine Nachfolger als Generaldirektoren waren Richard Gaddes (2000–2008) und Charles MacKay (2008–2018). 2018 übernahm ein dreiköpfiges Team um Generaldirektor Robert K. Meya die Leitung der Santa Fe Opera. Ihm zur Seite stehen seitdem Alexander Neef als Künstlerischer Direktor und Harry Bicket als Musikdirektor.

## Konzeption und Bedeutung
Von Anfang an standen bestimmte Grundlinien dessen fest, was bis heute gültig blieb. Ein von Crosby begründetes Apprentice Program for Singers mit bisher rund 1500 Teilnehmern begleitet junge Solisten beim Übergang vom Studium zum Berufsleben, seit 1965 wird es ergänzt durch ein Apprentice Program for Theater Technicians. Jährlich werden von Ende Juni oder Anfang Juli bis zur dritten Augustwoche fünf Opern in rotierendem Repertoire präsentiert. Beispielsweise agieren die Sänger zugleich als Chor für jede Oper sowie als Statisten.
Die Bedeutung der Santa Fe Opera liegt in der Förderung junger Solisten. Viele später berühmte Sänger durchliefen hier einen Teil ihrer Ausbildung, u. a. James Morris, Sherrill Milnes oder Neil Shicoff, andere wie José van Dam, Kiri Te Kanawa and Bryn Terfel gaben hier ihr US-Debüt, wieder andere wie Frederica von Stade, Håkan Hagegård, Catherine Malfitano, Maria Ewing, Thomas Hampson, Ben Heppner, Susan Graham, aber auch Joyce DiDonato und Brandon Jovanovich begannen hier ihre Karriere.
Darüber hinaus setzte die Santa Fe Opera neben dem Standardrepertoire viele neue und in den USA wenig bekannte Opern auf den Spielplan. Über 2000 Aufführungen von rund 170 Opern gingen hier über die Bühne, darunter 16 Uraufführungen und mehr als 40 US-Erstaufführungen, darunter Bergs Lulu, Janáčeks The Cunning Little Vixen und Strauss’ Capriccio und Daphne, zuletzt The Tempest von Thomas Adès (2006) und Tea: A Mirror of Soul von Tan Dun (2007). Zu den jüngsten Uraufführungen zählten Madame Mao von Bright Sheng (2003), The Letter von Paul Moravec (2009), Cold Mountain von Jennifer Higdon (2015), The (R)evolution of Steve Jobs von Mason Bates (2017) und The Thirteenth Child von Poul Ruders (2019).

## Spielstätte
Die ursprüngliche Spielstätte umfasste 480 Sitzplätze im Freien. Nach einem Brand 1967 wurde im Jahr darauf ein Open-Air-Theater mit 1889 Sitzplätzen errichtet, das von den Architekten McHugh und Kidder konzipiert wurde und 30 Jahre lang als Spielstätte diente. 1998 wurde es ersetzt durch ein neu erbautes Theater mit 2.126 Sitz- und 106 Stehplätzen, gestaltet von den Architekten James Polshek & Partners mit besserem Regenschutz und beibehaltenem Open-Air-Charakter. Hinzu kam 2001 ein Gebäude für das Orchester, die Stieren Orchestra Hall.